# Macedonia del Nord ai Giochi paralimpici
La Macedonia del Nord è presente ai Giochi paralimpici estivi dall'edizione che si tenne nel 1996 a Atlanta, in cui ha partecipato con un atleta nella disciplina del tiro a segno paralimpico. Da allora ha partecipato ad ogni edizione delle Paralimpiadi estive, vincendo la prima medaglia nel 2004, con l'argento di Vanco Karanfilov nella pistola ad aria maschile SH1, ed il primo oro, nonché nuovo record paralimpico, nella medesima categoria ma femminile, grazie all'atleta Olivera Nakovska-Bikova. Non ha mai partecipato ai Giochi paralimpici invernali.

## Medagliere

### Giochi paralimpici estivi
| Giochi       | Oro | Argento | Bronzo | Totale | Pos. |
| ------------ | --- | ------- | ------ | ------ | ---- |
| Atlanta 1996 | 0   | 0       | 0      | 0      | -    |
| Sydney 2000  | 0   | 0       | 0      | 0      | -    |
| Atene 2004   | 0   | 1       | 0      | 1      | 59°  |
| Pechino 2008 | 0   | 0       | 0      | 0      | -    |
| Londra 2012  | 1   | 0       | 0      | 1      | 50°  |
| Tokyo 2020   | 0   | 0       | 0      | 0      | -    |
| Parigi 2024  | 0   | 0       | 0      | 0      | -    |
| Totale       | 1   | 1       | 0      | 2      | -    |